# OBN
OBN, Open Broadcast Network, är en TV-kanal i Bosnien-Hercegovina. Startades ursprungligen 1996 efter inbördeskrigets slut på initiativ av OHR (The Office of the High Representative) för att erbjuda ett alternativ till de existerande nationalistiskt sinnade kanalerna.